# Hesperapis richtersveldensis
Hesperapis richtersveldensis är en biart som först beskrevs av Patiny och Michez 2007.  Hesperapis richtersveldensis ingår i släktet Hesperapis och familjen sommarbin. Inga underarter finns listade i Catalogue of Life.